# 세바스티앙 조제 드 카르발류 이 멜루 제1대 폼발 후작
제1대 폼발 후작 세바스티앙 조제 드 카르발류 이 멜루(포르투갈어: Sebastião José de Carvalho e Melo, 1.º Marquês de Pombal, 1.º Conde de Oeiras, 1699년 5월 13일 ~ 1782년 5월 8일)은 포르투갈의 정치인이자 실질적인 통치자였다. 국왕 주제 1세 암살을 기도한 예수회를 추방했다. 주제 1세가 재상으로 임명한 폼발은 1755년 리스본 대지진으로 황폐화된 도시의 재건을 맡아서 도시중심을 현대적 격자 구획으로 바꾸었다.

## 어린 시절
기병대장이며 왕실 귀족이었던 마누엘 데 카르바요 아타이데의 아들로 태어난 폼발은 코임브라대학교에서 공부했다. 그러나 폼발은 학업을 포기하고 군에 입대해 상병계급까지 진급했다. 곧 군대생활에 환멸을 느끼고 군을 떠나 역사와 법률공부에 전념했으며 34세에 포르투갈역사대학에 입학했다. 1733년 폼발은 콘데 데 아르코스의 조카인 과부 테레사 마리아 데 노로냐에 알마다와 결혼했다. 그들은 쿠임브라 근처의 소레 마을로 이주해 농장을 마련했고 폼발은 이곳에서 학문과 농사에 열중했다. 1738년 리스본으로 귀향한 그는 삼촌의 도움으로 당시 국왕 주앙 5세의 총리였던 주앙 다 모타의 천거를 받아 영국주재 포르투갈 대사에 임명되었다.
폼발은 외교 경력을 통해 정치적 영역까지 활동범위를 넓혀갔다. 수차례의 외교적 협상과정에서 보여준 열정적인 업무 스타일로 두각을 나타냈으며 런던에 머물렀던 7년 동안 영국의 정치·경제·사회 현상을 면밀하게 공부했다. 1745년 리스본으로 돌아온 후 즉시 빈 주재 전권대사로 임명되어 신성 로마 제국의 마리아 테레지아 여제와 로마 교황청 간의 분쟁해결을 위한 중재자로 나섰다.

## 총리 시절
주앙 5세가 죽은(1750. 7. 31) 후 왕위계승자인 주제 왕자는 즉위하자마자 폼발을 다른 2명의 충신과 함께 총리자리에 앉혔다. 폼발은 이때부터 포르투갈의 정치를 장악했고 국왕은 그에게 무한한 재량권을 부여했다. 그는 국내산업을 발전시켰다. 활발한 대외무역과 각종 개혁정책으로 국력을 키웠다.
1755년 11월 1일, 리스본 대지진이 발생하여 도시의 3/4이 파괴되자 그의 개혁 작업에 제동이 걸렸다. 그는 즉시 군대를 동원하여 보급품을 공급하고 피난처와 병원을 설치했다. 황폐화된 도시의 재건사업에 매진하며 “죽은자를 묻고 산 자를 치유하자”는 모토를 내세웠다. 그는 건축가 에우게니오 도스 산투스의 설계에 따라 리스본을 최고의 도시로 발전시켰다.